# Stanisław Kubista
Beato Estanislao Kubista (Kostuchna, Mikołów (actualmente Katowice), Polonia; 27 de septiembre de 1889 - Sachsenhausen, Oranienburg, Brandeburgo, Alemania; 26 de abril de 1940) (Polaco: Stanisław Kubista), fue un religioso y sacerdote polaco, misionero del verbo divino y mártir durante la Segunda Guerra Mundial. Es uno de los ciento ocho mártires de Polonia beatificados por Juan Pablo II el 13 de junio de 1999.

## Vida
Estanislao Kubista nació el 27 de septiembre de 1889 en el poblado de Kostuchna, cercanoa a Mikołów, que actualmente es parte del territorio de Katowice, Polonia. Sus padres se llamaban Estanislao (Stanislaw) y Francisca (Franciszka), quinto hijo de una familia de nueve. La acendrada devoción y ambiente religioso de su familia favoreció el desarrollo de varias vocaciones entre sus hermanos que promovió su inclinación hacia la vida religiosa.
Durante su adolescencia ingresó al Seminario Menor de los Misioneros del Verbo Divino, sin embargo tuvo que truncar su formación por haber sido alistado en el ejército durante la Primera Guerra Mundial, durante la cual fue enviado por un tiempo al frente en Francia. En 1919, le fue otorgada licencia para regresar a su casa, con lo que pudo volver a ingresar con los padres verbitas, comenzando en 1920 el noviciado en Mödling, Viena. Durante sus estudios destacó principalmente en la creación literaria.
Recibió el orden sacerdotal el 26 de mayo de 1927. Y fue asignado a la comunidad de la sociedad en Gorna Grupa al norte de Polonia donde fue nombrado ecónomo.
A partir de 1929, complementó sus actividades con la publicación de diferentes revistas y publicaciones periódicas de apostolado de la sociedad.

## Beatificación
Fue beatificado como uno de los Ciento ocho mártires de Polonia de la Segunda Guerra Mundial por Juan Pablo II el 13 de junio de 1999 en Varsovia, Polonia. Su fiesta individual se celebra el día de su muerte el 8 de diciembre, pero la memoria en conjunto con los restantes mártires es el 12 de junio.